# Vril, eller den kommande rasen
Vril, eller den kommande rasen är en science fiction-roman skriven av den brittiska författaren 
Edward Bulwer-Lytton.

## Handling
En ung resande man besöker en underjordisk utopi, där kommer han i kontakt med en antediluviansk ras som skapat en avancerad civilisation med hjälp av den mystiska kraften Vril.